# Société d'archéologie et d'histoire du Berry
La Société d'archéologie et d'histoire du Berry, en abrégé SAHB, est une société savante fondée en 1964 à Bourges.
Elle édite les Cahiers d'archéologie et d'histoire du Berry.

## Création
La Société d'archéologie et d'histoire du Berry est née de l’union de la Société historique, littéraire et scientifique du Cher et de la Société des antiquaires du Centre, fondées l’une et l’autre en 1866.
- La Société historique littéraire et scientifique du Cher, qui avait été précédée par la Commission du musée du Cher créée en 1834, puis par la Commission historique du département du Cher qui avait vu le jour en 1849 et enfin par la Société historique créée en 1856, a été reconnue d’utilité publique en 1925. Elle a publié, entre 1868 et 1945, 45 volumes de mémoires[1].
- La Société des antiquaires du Centre fondée en 1866, reconnue d’utilité publique en 1891, a publié, entre 1868 et 1945, 49 volumes de mémoires[2]. Elle a également, par ses dons et ses dépôts de mobilier archéologique et numismatique provenant d’acquisitions ou de fouilles que certains de ses membres ont conduites, contribué à enrichir les collections des musées de la ville de Bourges.
- Entre 1947 et 1962 ces deux sociétés se sont associées pour publier 9 volumes de mémoires au sein de l’Union des sociétés savantes de Bourges.

## Objectifs
Le but de la société d'archéologie et d'histoire du Berry est de favoriser et de faire connaître les travaux de recherche relatifs à l’archéologie, l’histoire, l’histoire littéraire ou autres sciences humaines portant sur l’ancienne province du Berry et les départements du Cher et de l’Indre.

## Fonctionnement
La Société d'archéologie et d'histoire du Berry est une institution culturelle ouverte aux chercheurs, aux enseignants, aux étudiants et à tous ceux qui s'intéressent à la culture de cette province.

### Administration
La Société d'archéologie et d'histoire du Berry est dirigée par un conseil d'administration de 10 à 16 membres qui élit un bureau. Le renouvellement des membres se fait tous les trois ans. Son siège se trouve à la maison des associations de Bourges, rue Gambon.

### Instances dirigeantes
Les membres du conseil d'administration sont élus au scrutin secret, pour trois ans, par l'assemblée générale et choisis dans les catégories
des membres dont se compose cette assemblée. Seuls peuvent siéger au conseil d'administration les membres majeurs exerçant la plénitude de leurs droits civils et politiques.
Le conseil d'administration se réunit une fois au moins tous les trois mois et chaque fois qu'il est convoqué par son
Président ou sur la demande d'un quart de ses membres. La présence du tiers, au moins, des membres du conseil d'administration est nécessaire pour la validité des délibérations. Il est tenu procès-verbal des séances.
Le conseil d'administration choisit parmi ses membres, au scrutin secret, un bureau composé d'un Président, de deux vice-présidents, d'un secrétaire et d'un secrétaire adjoint, d'un trésorier et d'un trésorier adjoint et d'un bibliothécaire.

### Admission des membres
L'association se compose de membres titulaires dont le nombre est illimité. Les membres titulaires peuvent être des personnes physiques ou des personnes morales, pourvu que ces dernières soient légalement constituées, telles que : établissements publics, établissements d'utilité publique, associations
déclarées conformément à l'article 5 de la loi du ler juillet 1901. Pour être membre titulaire, il faut être présenté par deux membres titulaires de l'association et être agréé par le conseil d'administration ; il est procédé à l'élection à la séance qui suit celle où a été faite la présentation. Ces membres sont élus à la majorité simple et au scrutin secret. Ils doivent s'acquitter de la cotisation annuelle.
L'association confère, sur proposition du bureau, le titre de membres correspondants aux personnalités qui l'ont fait bénéficier de leur expérience ou de leurs travaux. Les membres correspondants ne sont tenus à aucune cotisation et reçoivent les publications de l'association.
Le titre de membre d'honneur peut être décerné par le conseil d'administration aux personnes qui rendent ou qui ont rendu des services signalés à l'association. Ce titre confère aux personnes qui l'ont obtenu, le droit de faire partie de l'assemblée générale sans être tenues de payer une cotisation.